# Shields (condado de Marquette, Wisconsin)
Shields es un pueblo ubicado en el condado de Marquette en el estado estadounidense de Wisconsin. En el Censo de 2010 tenía una población de 550 habitantes y una densidad poblacional de 6,75 personas por km².

## Geografía
Shields se encuentra ubicado en las coordenadas 43°51′14″N 89°17′40″O / 43.85389, -89.29444. Según la Oficina del Censo de los Estados Unidos, Shields tiene una superficie total de 81.47 km², de la cual 80.83 km² corresponden a tierra firme y (0.79%) 0.64 km² es agua.

## Demografía
Según el censo de 2010, había 550 personas residiendo en Shields. La densidad de población era de 6,75 hab./km². De los 550 habitantes, Shields estaba compuesto por el 99.45% blancos, el 0% eran afroamericanos, el 0.18% eran amerindios, el 0.18% eran asiáticos, el 0% eran isleños del Pacífico, el 0% eran de otras razas y el 0.18% pertenecían a dos o más razas. Del total de la población el 0.73% eran hispanos o latinos de cualquier raza.